# Ivesia callida
Ivesia callida är en rosväxtart som först beskrevs av William Hall, och fick sitt nu gällande namn av Per Axel Rydberg. Ivesia callida ingår i släktet Ivesia och familjen rosväxter. Inga underarter finns listade i Catalogue of Life.